# Peter Prosch

Peter Prosch

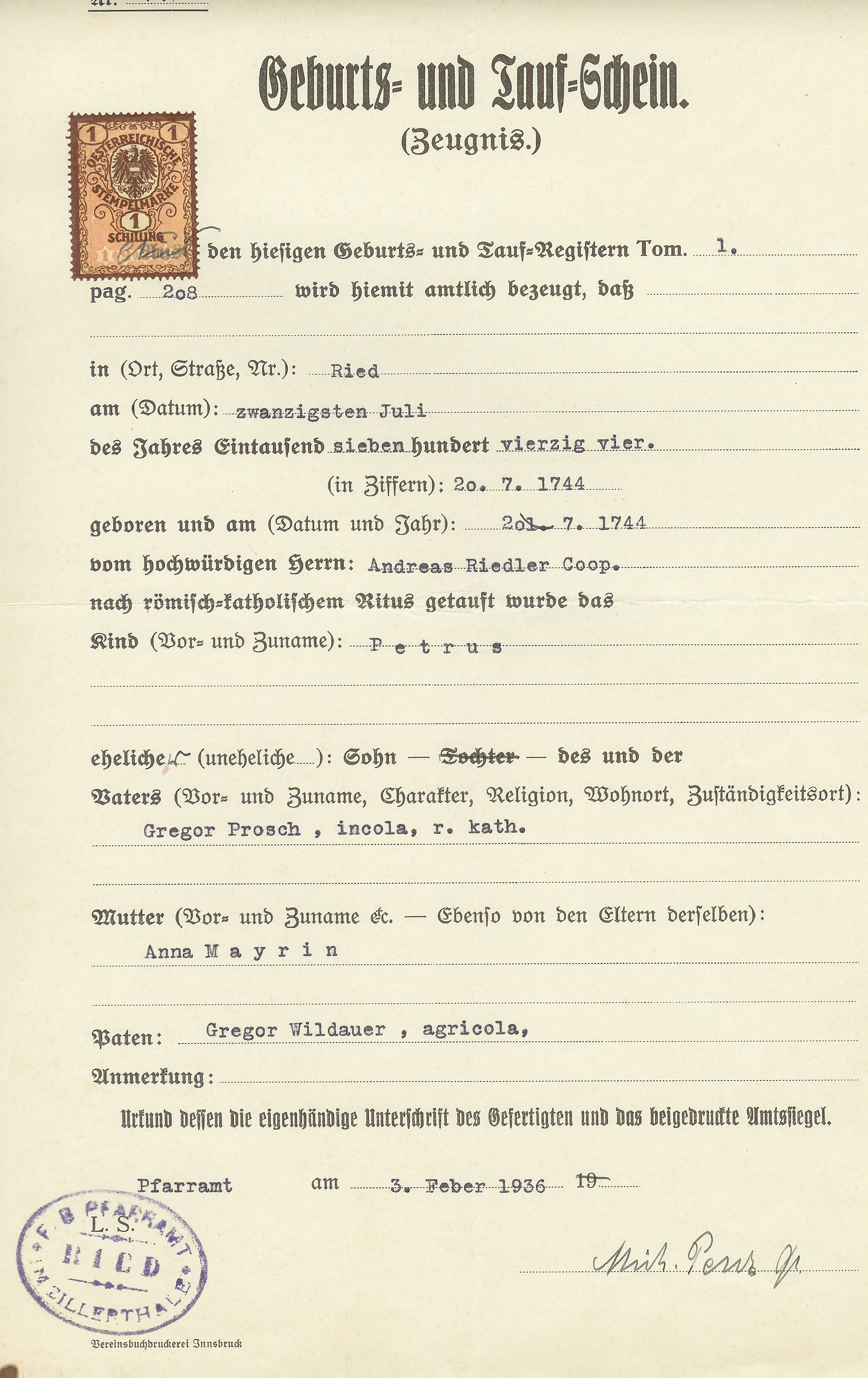
Geburts- und Taufschein (von 1936)

Peter Prosch (* 20. Juli 1744 in Ried im Zillertal, Grafschaft Tirol; † 5. Januar 1804 ebenda) war ein einfacher Bürger, der im deutschsprachigen Raum den Adel kennenlernte und darüber eine Autobiographie schrieb.

## Leben
Das Leben des gelernten Handschuhmachers Prosch war zunächst durch Armut geprägt. Mit neun Jahren zog er aus seiner Heimat, um das Glück in der Ferne zu finden. Er wollte beim reichen Adel um Geld bitten, um sich den Traum einer eigenen Schnapsbrennerei zu erfüllen. So zog er als „Hoftyroler“ von Fürstenhof zu Fürstenhof und lernte als einfacher Bauernsohn den Adel seiner Zeit im deutschsprachigen Raum kennen. Es war weniger seine Vision, die bei den Herrschaften Gefallen fand, als vielmehr seine Person selbst. Peter Prosch wurde, ohne dass er es wollte, zu einem „geachteten Hofnarren“, der in der zweiten Hälfte des 18. Jahrhunderts in allen deutschen Fürstenhäusern bekannt und willkommen war, darunter in Wien, München, Regensburg, Würzburg, Bamberg, Straßburg, Köln, Aachen, Brüssel, Antwerpen, Paris, Salzburg und Prag. Den Zugang zu den Höfen erlangte er meist als fliegender Händler von dort gesuchten Produkten wie etwa Handschuhen, übernahm aber auch Posten als Nachtstuhlverwalter oder Nachtkommandant .
1789, er war inzwischen Bauer und Gastwirt in Ried, wurde seine Autobiographie erstmals verlegt, die heute einen einmaligen und vor allem ungetrübten Blick in die Gesellschaft dieser Zeit gibt. Vor allem das Leben der deutschen Fürstbischöfe wird sehr eindrücklich geschildert.

## Bücher
Peter Prosch: Leben und Ereignisse des Peter Prosch, eines Tyrolers von Ried im Zillertal, oder Das wunderbare Schicksal, geschrieben zur Zeit der Aufklärung. Hrsg. von Karl Pörnbacher. München: Kösel 1964 (erstmals 1789).